# Bressols
Bressols là một xã của tỉnh Tarn-et-Garonne, thuộc vùng Occitanie, miền nam nước Pháp.

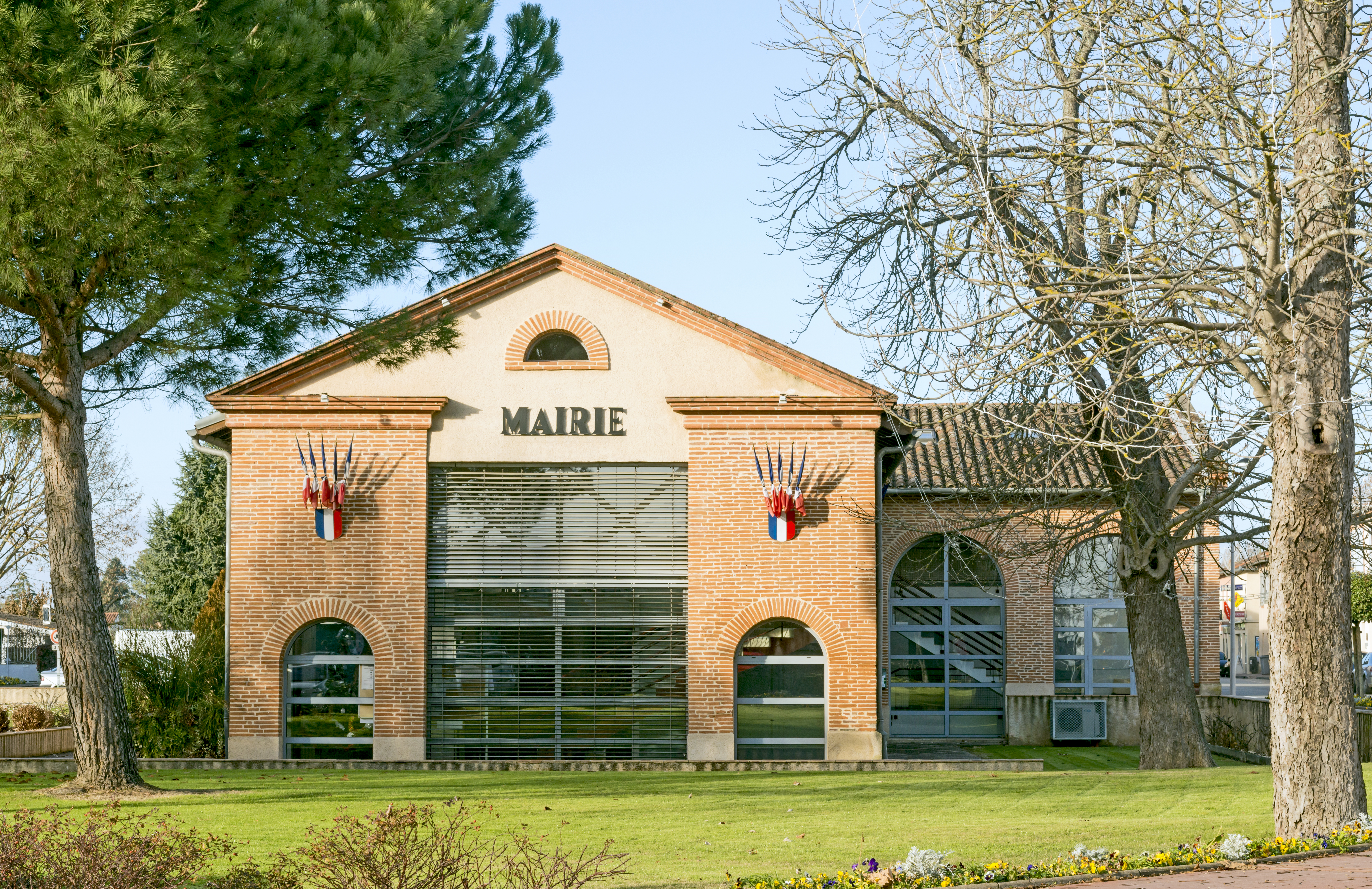
Tòa thị chính.